# Landschaftsschutzgebiet Wald-Grünlandkomplex westlich Nalhof
Das Landschaftsschutzgebiet Wald-Grünlandkomplex westlich Nalhof mit etwa 48 ha mit Flächengröße liegt im Gemeindegebiet von Extertal. Es wurde 2007 mit dem Landschaftsplan Nr. 5 Extertal durch den Kreistag des Kreises Lippe erstmals als Landschaftsschutzgebiet (LSG) ausgewiesen.

## Beschreibung
Das LSG umfasst einen Wald-Grünlandbereich aus schmalen Laubwaldbereichen sowie durch Hecken und Bäume gegliedertes Grünland westlich Nalhof. Östlich grenzt das Naturschutzgebiet Tal der Exter an. Das LSG ist ein vielfältig strukturierter und morphologisch sehr bewegten Bereich. Im Wald steht ein alter bis mittelalter Buchenwald. Die Krautschicht des Buchenwaldes wird von Wald-Schwingel dominiert. Es gibt einen gut strukturierten Waldrand. Vom Wald reichen Heckenzüge 
und Feldgehölze in die benachbarten Ackerflächen und das Grünland hinein. Das Grünland im LSG konzentriert sich im südlichen Abschnitt am ostexponierten Hang zur Exter hin. Das Grünland ist durch alte Einzelbäume, Baumgruppen, Gebüsche und Feldgehölze gegliedert. In diesem Bereich ist eine blütenpflanzenartenreiche Magerwiese und 
ein Magerrasenrest erhalten.

## Schutzzwecke für das LSG
Laut Landschaftsplan erfolgte die Ausweisung des LSG:
- „zur Erhaltung und Wiederherstellung der Leistungsfähigkeit des Naturhaushaltes in ökologisch besonders wertvoll strukturierten Bereichen mit Wasser-, Klima- und Biotopschutzfunktionen,“
- „zur Erhaltung und Wiederherstellung von Quellbereichen und naturnahen Fließgewässern, Grünland, Kalkhalbtrockenrasen und naturnahen Waldbereichen unter schiedlicher Feuchtestufen, Feldgehölzen, Hecken und Obstwiesen,“
- „zur Erhaltung morphologisch ausgeprägter Bereiche zur Sicherung der landschaftlichen Eigenart und Vielfalt für die Erholung,“
- „zur Erhaltung wertvoller Biotopkomplexe aus Wald-Grünlandbereichen, Fließgewässern und Quellen sowie Biotopen nach § 62 LG mit wichtigen Refugial-, Puffer-, Trittstein- und Vernetzungsfunktionen,“
- „zur Erhaltung und Wiederherstellung wichtiger Rückzugsräume für die bedrohte Tier- und Pflanzenwelt,“
- „zur Sicherung von kulturhistorisch bedeutsamen Landschaften, z. B. Terrassenkulturlandschaften,“
- „zur Sicherung der das Orts- und Landschaftsbild gliedernden und belebenden und die dörflichen Siedlungsstrukturen prägenden Freiraumelemente.“[1]